# تابوتی برای دیمیتریوس
تابوتی برای دیمیتریوس (انگلیسی: The Mask of Dimitrios) فیلمی در ژانر معمایی و نوآر به کارگردانی ژان نگولسکو است که در سال ۱۹۴۴ منتشر شد.

## بازیگران
- سیدنی گرین‌استریت
- زکری اسکات
- فی امرسون
- پیتر لوره
- ویکتور فرانسن
- فلورنس بیتس
- ادواردو چانلی
- مونته بلو
- فلیکس باش
- ژرژ رناونت
- استیون گری
- مایکل ویزاروف